# Pięknoróg dwuprzegrodowy

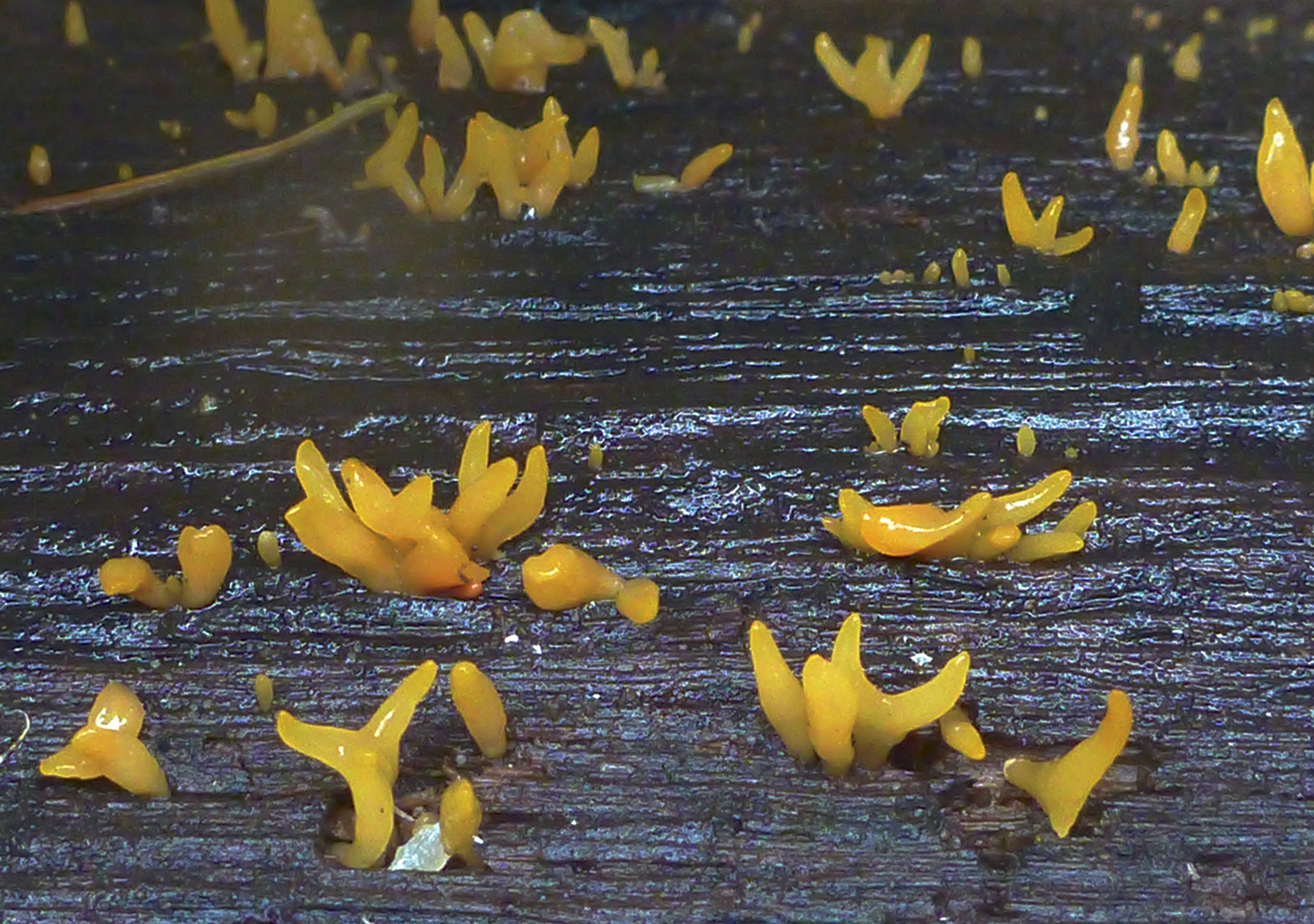

Pięknoróg dwuprzegrodowy (Calocera furcata (Fr.) Fr.) – gatunek grzybów z rodziny łzawnikowatych (Dacrymycetaceae).

## Systematyka i nazewnictwo
Pozycja w klasyfikacji według Index Fungorum: Calocera, Dacrymycetaceae, Dacrymycetales, Incertae sedis, Dacrymycetes, Agaricomycotina, Basidiomycota, Fungi.
Takson ten po raz pierwszy opisany został w 1821 r. przez Eliasa Friesa jako Clavaria furcata, ten sam autor w 1827 r. przeniósł go do rodzaju Calocera. Nazwę polską zaproponował Władysław Wojewoda w 2003 r. Wcześniej w piśmiennictwie polskim gatunek ten opisywany był jako goździeniec widlasty, pięknoróg widlasty lub pięknoróg rogowaty.

## Morfologia
Owocnik
Widlasto rozgałęziony i na szczycie ostro zakończony, barwy od bladożółtej do pomarańczowej. Wysokość do 1 cm. Hymenium występuje na całej zewnętrznej powierzchni.
Charakterystyczną cechą są zarodniki mające od 1 do 3 przegród.
Gatunki podobne
W Polsce są 4 gatunki pięknorogów, wszystkie mają takie samo ubarwienie, ale różnią się morfologicznie. Pięknoróg językowaty (Calocera glossoides) jest mały, ale szeroki w stosunku do swojej wysokości i zazwyczaj nie rozgałęzia się. Pospolity pięknoróg największy (Calocera viscosa) występuje na martwym drewnie drzew iglastych i jest łatwy do odróżnienia – jest większy i krzaczasto rozgałęziony. Pięknoróg szydłowaty (Calocera cornea) jest mały, nierozgałęziony i ma ostro zakończone szczyty.

## Występowanie i siedlisko
Najwięcej stanowisk tego gatunku opisano w Europie. Poza Europą jest znany tylko w stanie New Jersey w USA oraz na Hawajach. W Polsce jest rzadki. Znajduje się na Czerwonej liście roślin i grzybów Polski. Ma status R – gatunek potencjalnie zagrożony z powodu ograniczonego zasięgu geograficznego i małych obszarów siedliskowych.
Saprotrof. Rośnie w lasach iglastych i mieszanych, rzadko w parkach i ogrodach, na martwym drewnie drzew iglastych: świerka, jodły i sosny. Owocniki pojawiają się od września do listopada, zazwyczaj gromadnie.